# トレイシー・ウィン
トレイシー・ウィン（Tracy Wynn, Traci Winn, Tracy Winn etc.）は、アメリカ合衆国のポルノ女優。

## 来歴・人物
1991年にデビューし、1996年に引退するまで約60本の作品に出演した。